# Castello di Okayama
Il castello di Okayama (岡山城?, Okayama-jō) è un castello della città giapponese di Okayama, nella regione di Chūgoku (Honshū occidentale, Giappone meridionale), eretto tra il 1573 e il 1597 nello stile del periodo Azuchi-Momoyama e ricostruito nel 1966 dopo le distruzioni subite nel corso della seconda guerra mondiale.
Per via del colore nero delle mura del mastio, inusuale nei castelli giapponesi, l'edificio è soprannominato il "castello del corvo" (烏城?, Ujō), anche in contrapposizione con il vicino castello di Himeji, soprannominato "il castello dell'airone bianco".

## Caratteristiche
Il castello è circondato sui lati nord ed est dal fiume Asahi, storicamente usato come fossato difensivo naturale. I turisti possono navigare sul fiume con imbarcazioni a forma di cigno o di pesca..
Al suo interno, l'edificio ospita un museo di storia militare dei tre clan Ukita, Kobayakawa e Ikeda succedutisi alla guida del feudo di Okayama. Oltre a diorami, pannelli informativi e ricostruzioni, il museo ospita una collezione di armi, armature, palanchini e altri oggetti militari originali. La maggior parte degli abiti, paraventi, stoviglie, accessori e altri oggetti civili degli Ikeda è invece conservata presso il vicino Museo d'arte Hayashibara.

## Storia
La costruzione del castello fu iniziata nel 1573 per volere di Ukita Naoie e fu completata da suo figlio Hideie (1573-1655) nel 1597. Il castello fu tuttavia quasi subito conquistato, in seguito alla battaglia di Sekigahara (1600), da Kobayakawa Hideaki, che però morì solamente due anni dopo.
Nel 1602, il castello fu ereditato dal clan Ikeda: gli Ikeda effettuarono un'opera di ampliamento, che comprese anche la realizzazione del giardino retrostante, il Kōraku-en. Nel suo periodo di massimo splendore, la cittadella del castello comprendeva svariati cortili concentrici densamente edificati: in particolare, il cortile centrale ospitava il mastio e il palazzo del feudatario, e il secondo cortile un vasto edificio in stile shoin usato per uffici, spazi di servizio, un teatro Nō e un giardino con laghetto. Il castello restò di proprietà della famiglia fino al 1868, quando con l'inizio del periodo Meiji l'imperatore del Giappone dichiarò la fine del sistema feudale.
Il 29 giugno 1945, nel corso della seconda guerra mondiale, gran parte degli esterni dell'edificio andarono distrutti sotto i bombardamenti dell'aviazione statunitense. Resistettero soltanto le mura e alcuni edifici minori, fra cui la torretta d'avvistamento Tsukimi yagura (月見櫓? torre con vista sulla luna).
Il castello fu quindi ricostruito fedelmente nel 1966 usando tecniche tradizionali per gli esterni e moderne per gli interni. La ricostruzione del castello di Okayama è considerata una delle migliori fra quelle realizzate nel dopoguerra, perché esternamente l'edificio mantiene fedelmente i colori, le decorazioni e soprattutto le proporzioni originali per poter essere visto a distanza dal giardino Kōraku-en, mentre invece altri castelli come quello di Osaka o Nagoya sono stati ricostruiti in scala ridotta non avendo necessità di integrazione col paesaggio.

## Galleria d'immagini

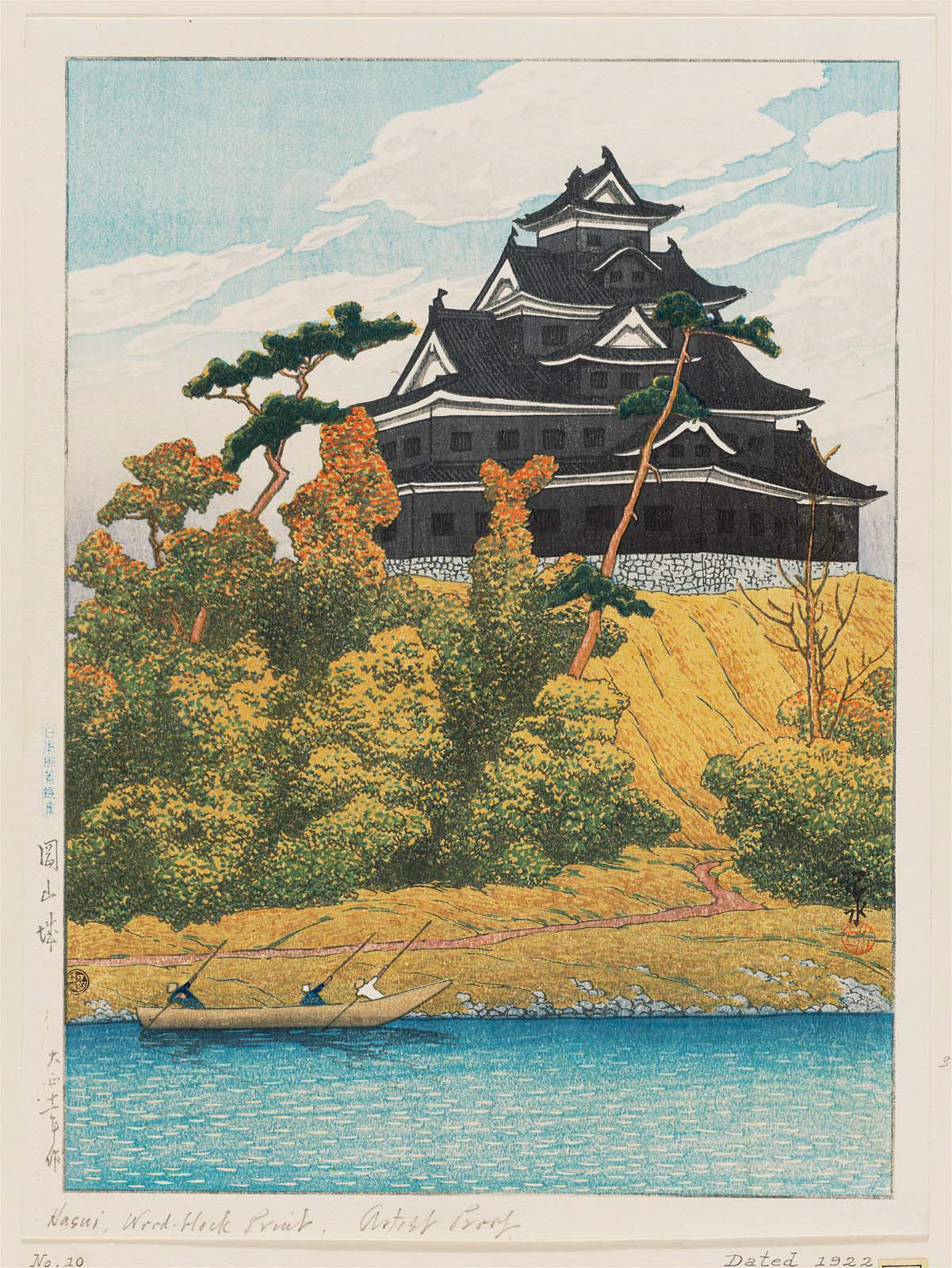
Castello di Okayama in una stampa di Hasui Kawase.
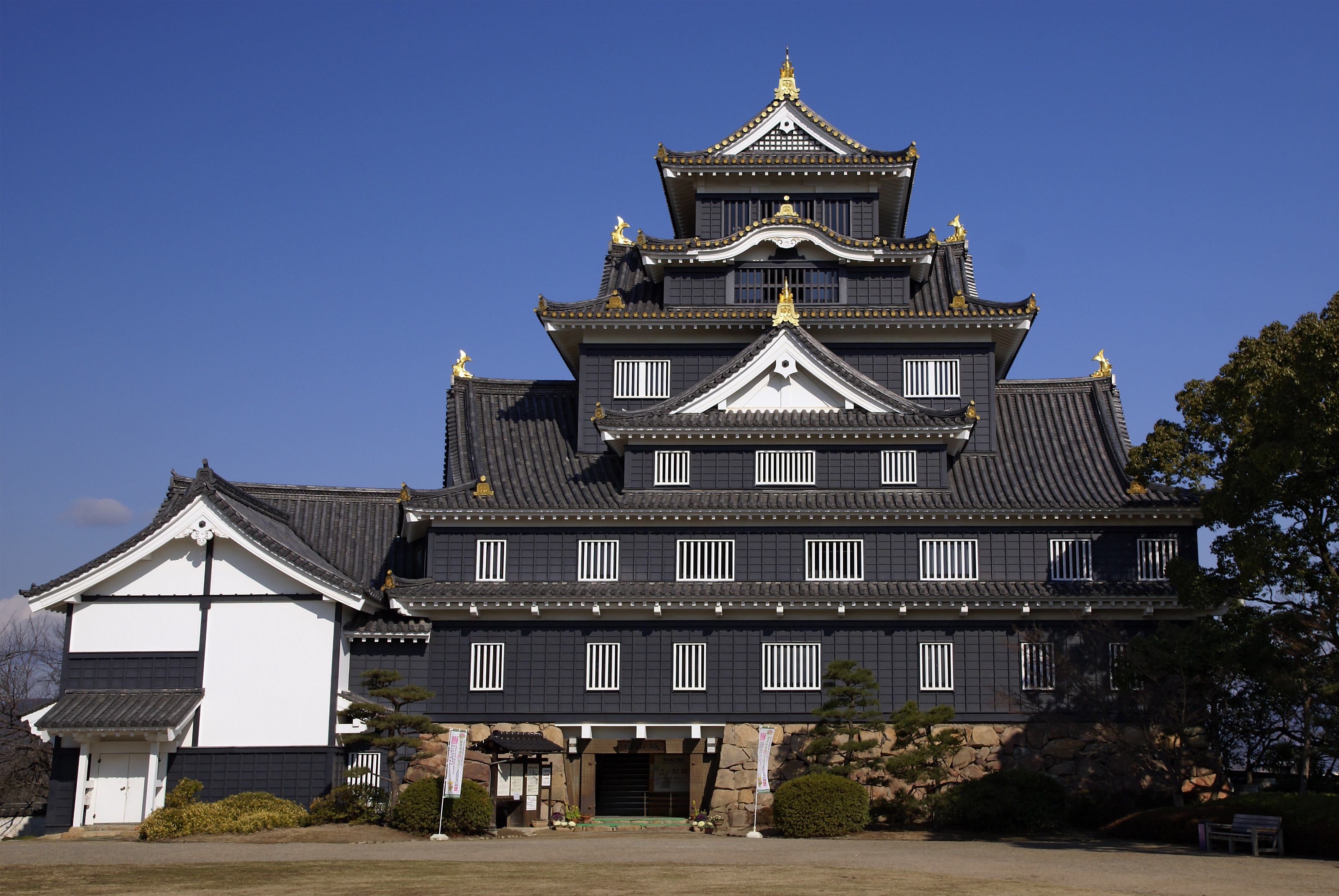
Facciata sud del mastio. In basso a sinistra è visibile il magazzino usato come deposito di sale.
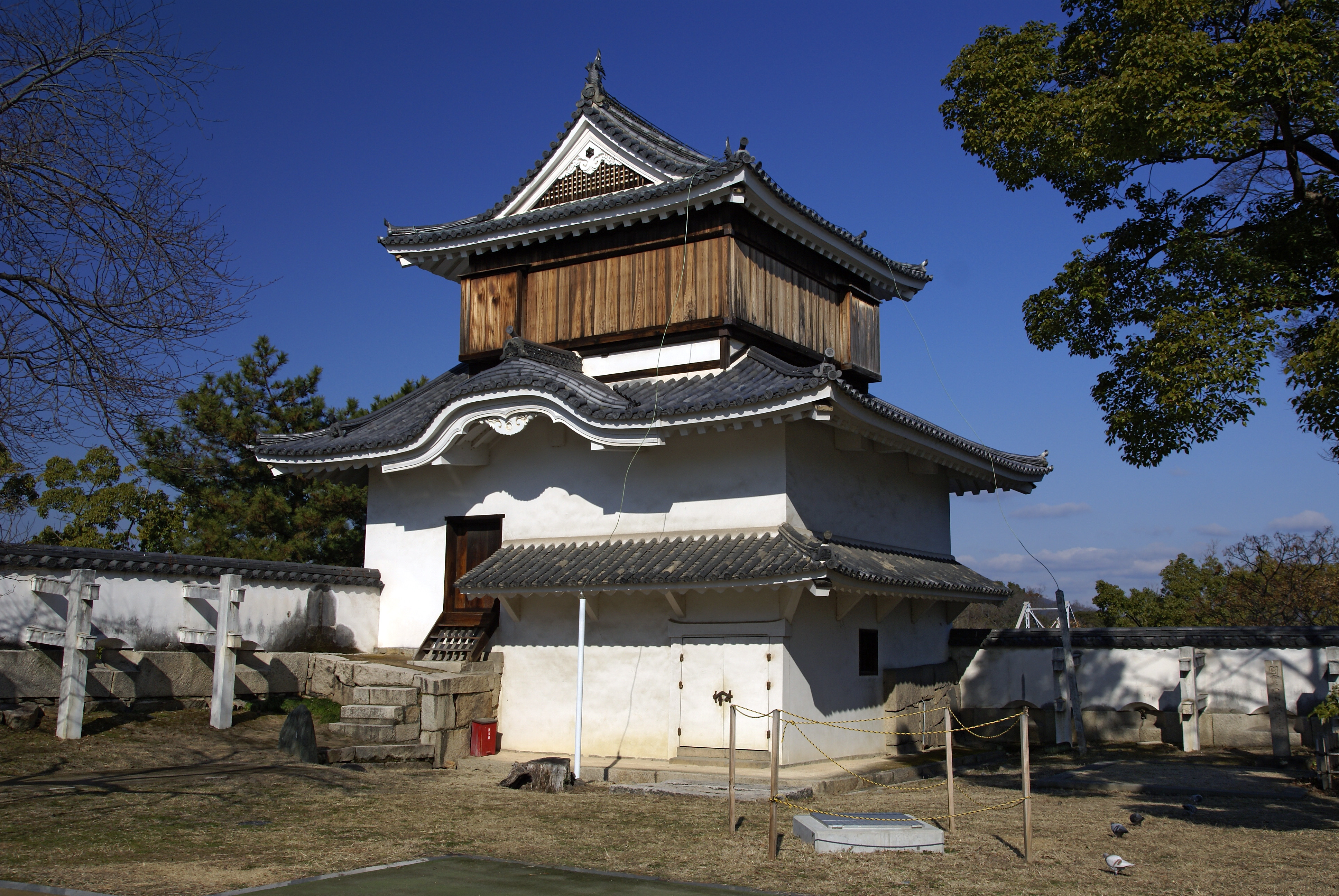
Torre di guardia.
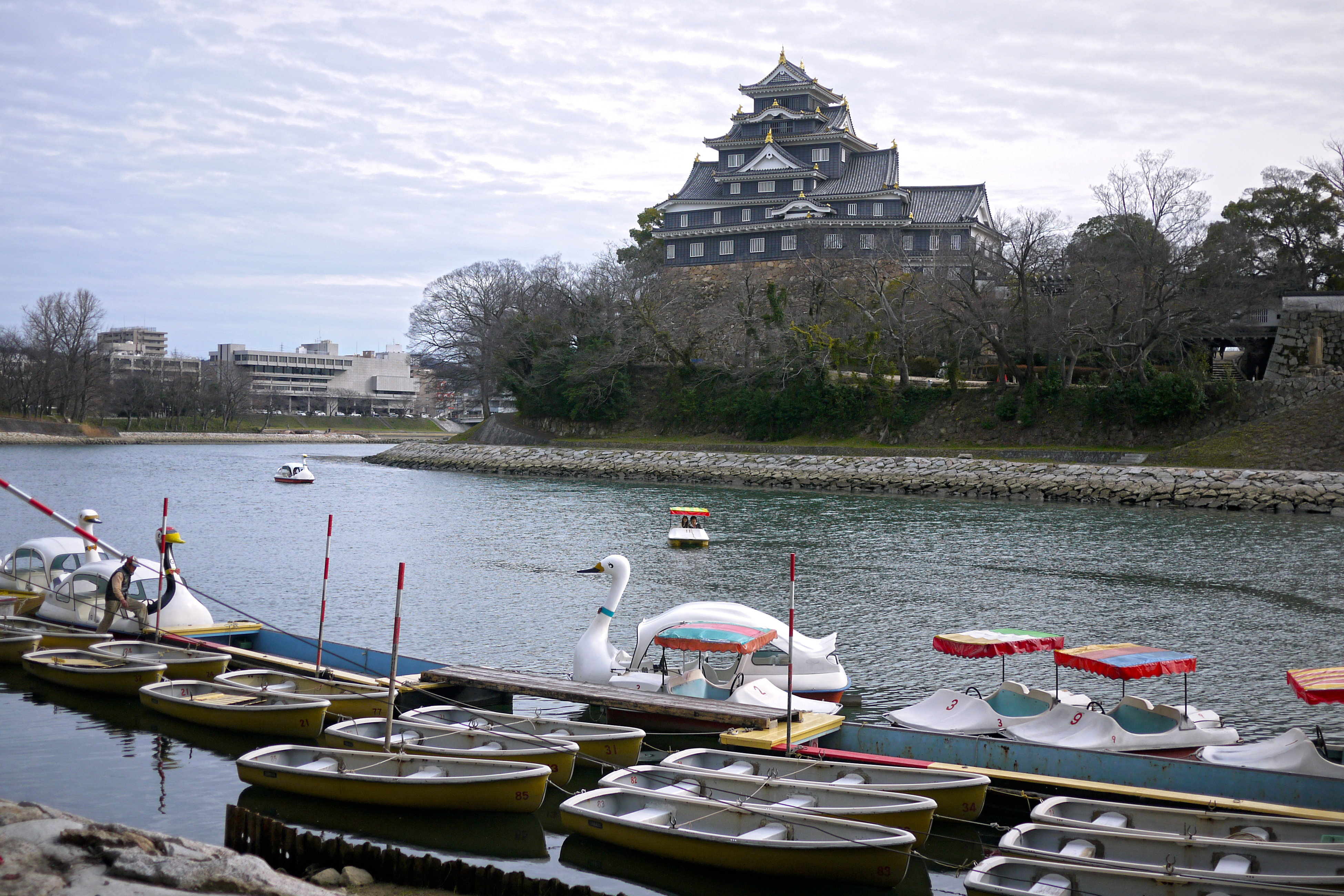
Il castello di Okayama e il fiume Asahi.
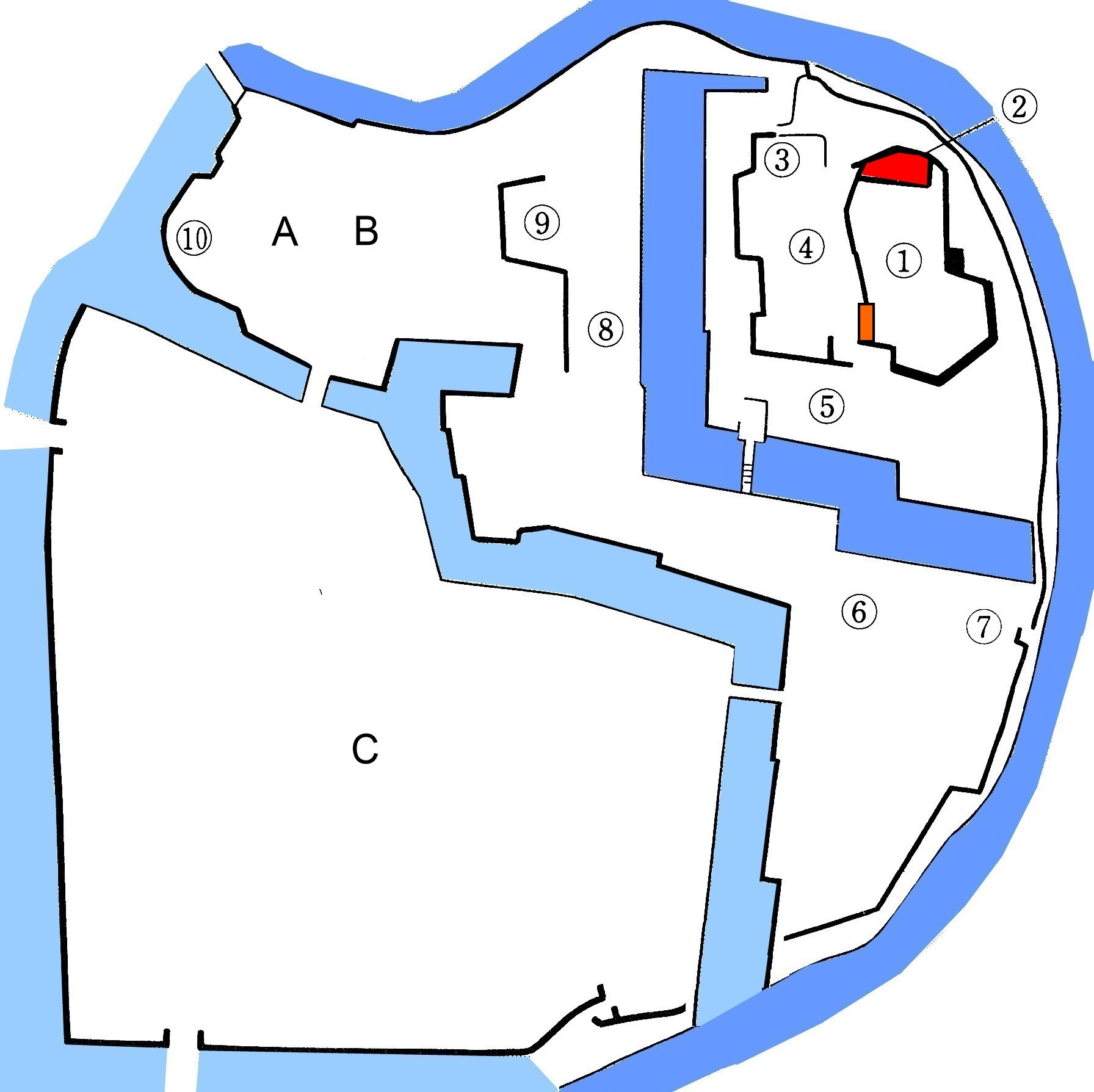
Pianta della cittadella del castello.